# Шубарат
Шубарат (каз. Шұбарат, до 199? г. — Беловодск) — упразднённое село в Иртышском районе Павлодарской области Казахстана. Входило в состав Иса Байзаковского сельского округа. Код КАТО — 554639200. Ликвидировано в 2015 г.

## Население
В 1999 году население села составляло 222 человека (103 мужчины и 119 женщин). По данным переписи 2009 года, в селе проживало 17 человек (10 мужчин и 7 женщин).